# سیارک ۳۹۷۴۸
سیارک ۳۹۷۴۸ (به انگلیسی: 39748 Guccini، نامگذاری:1997BJ3) سی و نه هزار و هفتصد و چهل و هشتمین سیارک کشف شده‌است که در ۲۸ ژانویه ۱۹۹۷ کشف شد.